# Shō Sasaki (futbolista)
Shō Sasaki (佐々木 翔 Sasaki Shō?,  Zama, Kanagawa, 2 de octubre de 1989) es un futbolista japonés. Juega de defensa y su equipo es el Sanfrecce Hiroshima de la J1 League de Japón.

## Trayectoria

### Clubes
| Club                | País  | Año           |
| ------------------- | ----- | ------------- |
| Ventforet Kofu      | Japón | 2012-2014     |
| Sanfrecce Hiroshima | Japón | 2015-presente |

### Selección nacional
| Selección | País  | Año           |
| --------- | ----- | ------------- |
| Sub-20    | Japón | 2008          |
| Absoluta  | Japón | 2018-presente |

## Palmarés

### Títulos nacionales
| Título             | Club                | País  | Año  |
| ------------------ | ------------------- | ----- | ---- |
| J2 League          | Ventforet Kofu      | Japón | 2012 |
| J1 League          | Sanfrecce Hiroshima | Japón | 2015 |
| Supercopa de Japón | Sanfrecce Hiroshima | Japón | 2016 |
| Copa J. League     | Sanfrecce Hiroshima | Japón | 2022 |
| Supercopa de Japón | Sanfrecce Hiroshima | Japón | 2025 |

### Títulos internacionales
| Título                                | Club (*)           | País  | Año  |
| ------------------------------------- | ------------------ | ----- | ---- |
| Campeonato de Fútbol de Asia Oriental | Selección de Japón | Japón | 2022 |

(*) Incluyendo la selección.